# Chen Xilian

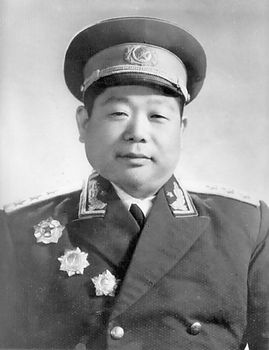
Chen Xilian, Aufnahme aus dem Jahr 1955

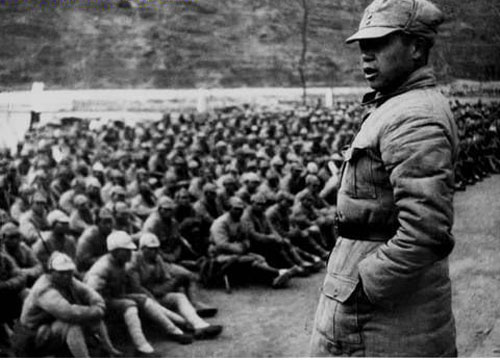
Chen Xilian spricht zu Soldaten, aufgenommen 1940

Chen Xilian (chinesisch 陳錫聯 / 陈锡联, Pinyin Chén Xīlián; * 1913 oder 1915 im Kreis Hong’an, Hubei; † 1999 in Peking) war ein chinesischer General, Politiker und Minister.
Chen wurde als Sohn einer armen Bauernfamilie geboren. Er trat im Jahre 1929 in die kommunistische Jugendliga und im Jahre 1930 in die Kommunistische Partei ein. In den 1930er Jahren war er politischer Kommissar in mehreren Einheiten der chinesischen Roten Armee. Unter der Führung von Lin Biao und Liu Bocheng stieg er in den Rängen der Armee auf. Nachdem die Rote Armee ihre Basisgebiete räumen musste, nahm Chen am Langen Marsch teil. Im Krieg der kommunistischen Armee gegen Japan diente Chen zuerst als Regimentskommandeur, später als Brigade- und Kolonnenkommandeur. Unter anderem leitete er einen erfolgreichen Angriff auf den japanisch gehaltenen Flugplatz Yangmingbao im Jahre 1937, der für die kommunistischen Truppen die Gefahr von japanischen Bombenangriffen eliminierte. Im Bürgerkrieg gegen die nationalistische Armee der Kuomintang nahm er am Huaihai-Feldzug und an der Überquerung des Jangtsekiang teil.
Nach der Ausrufung der Volksrepublik China diente Chen zunächst in der Stadt Chongqing als erster Parteisekretär und Bürgermeister. Danach wurde er Kommandeur der Volksbefreiungsarmee in der Provinz Sichuan, später Kommandeur der Artillerie der Volksbefreiungsarmee. Im Jahre 1955 wurde er zum General befördert. Von 1957 bis 1973 war Chen Kommandeur der Militärregion Shenyang, ein damals aufgrund des latenten Konfliktes mit der Sowjetunion besonders heikles Territorium. Nach dem Fall von Peng Dehuai wurde er zusätzlich auch Parteisekretär des Nordostbüros der kommunistischen Partei. Während der Kulturrevolution wurde Chen Vorsitzender des Revolutionskomitees der Provinz Liaoning und Parteisekretär der Provinz Liaoning. Im Jahre 1969 stieg er ins Politbüro der Kommunistischen Partei auf. Nach dem angeblichen versuchten Putsch von Lin Biao war Chen der erste General der Volksbefreiungsarmee, der sich von Lin distanzierte.
Im Jahre 1974 wurde er nach Peking geholt, wo er zunächst den Posten des Kommandeurs der Militärregion Peking übernahm. Im Januar 1975 wurde er stellvertretender Premierminister, einen Monat später wurde er Mitglied der zentralen Militärkommission. Im Februar 1976 ersetzte er Ye Jianying als Generalsekretär der zentralen Militärkommission und übernahm den Posten des Verteidigungsministers der Volksrepublik China.
Nach dem Ende der Kulturrevolution und dem Tod Mao Zedongs verlor Chen seinen Posten im Politbüro: Nachdem er sich während der Kulturrevolution auf die Seite der Ultralinken in der kommunistischen Partei gestellt hatte, brachte ihm Deng Xiaoping – er war zweimal strafdegradiert worden, regierte aber nun faktisch die Volksrepublik – kein Wohlwollen entgegen. Im Jahre 1982 wurde er Mitglied der Zentralen Beratungskommission, die praktisch ein Gremium für frühere hochrangige Partei- und Regierungsmitglieder im Ruhestand war.